# Sigurður Nordal
Pour les articles homonymes, voir Nordal.
Sigurdur Nordal ou Sigurður Nordal en islandais, né le 14 septembre 1886 et mort le 21 septembre 1974, est un universitaire, écrivain et poète islandais. Il est notamment à l’origine d’une théorie originale sur les sagas islandaises considérant ces dernières comme des œuvres littéraires composées par des auteurs individuels. Ses travaux sur la culture islandaise ont été tenus jusqu’à aujourd’hui en grande estime.
Parmi ses ouvrages les plus déterminants, on compte :
- Völuspá (un traité de poésie)
- Íslenzk menning (un livre sur la culture islandaise)
- Hrafnkatla (un traité sur la saga de Hrafnkell)